# Hans Simons

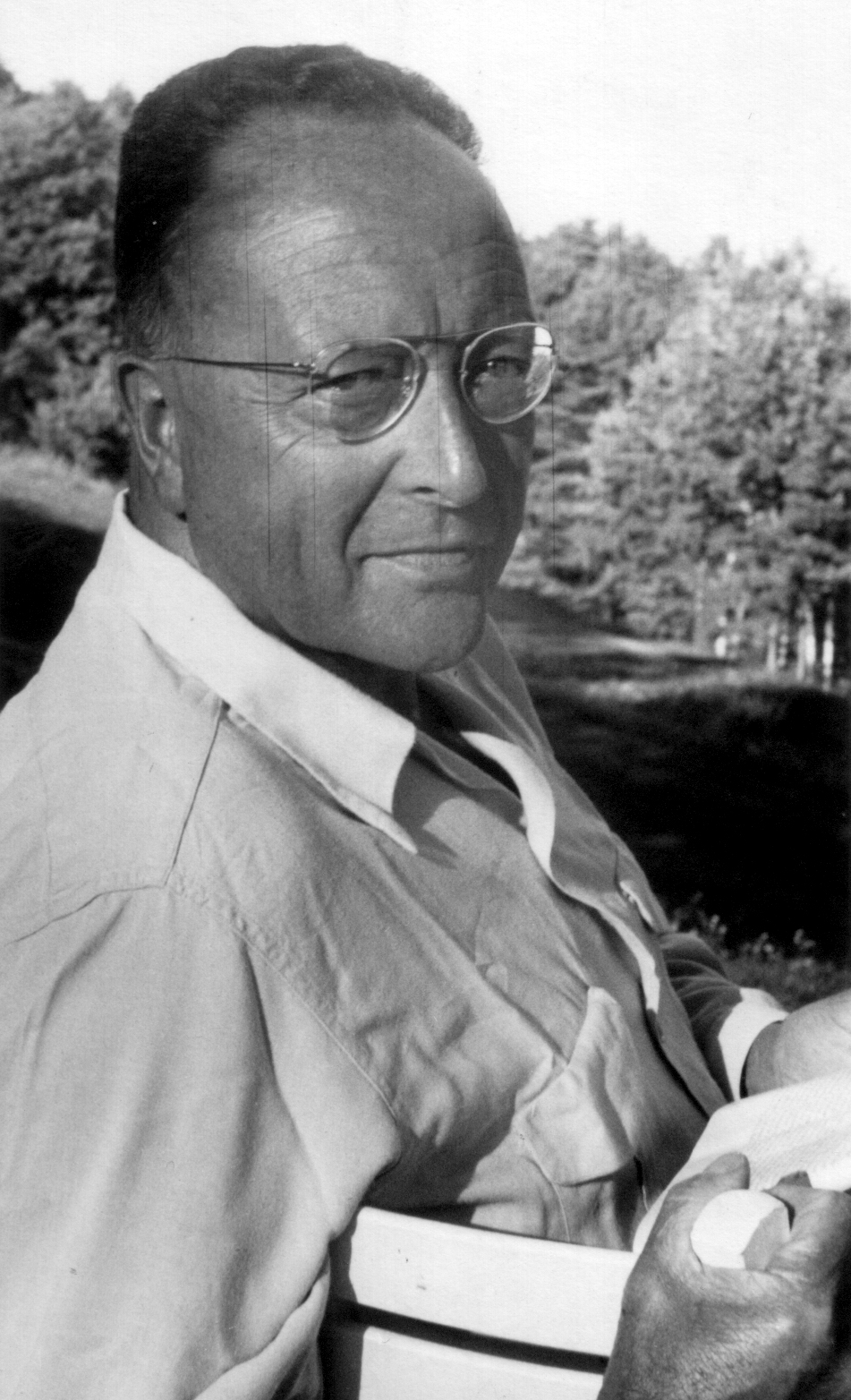
Hans Simons, September 1952

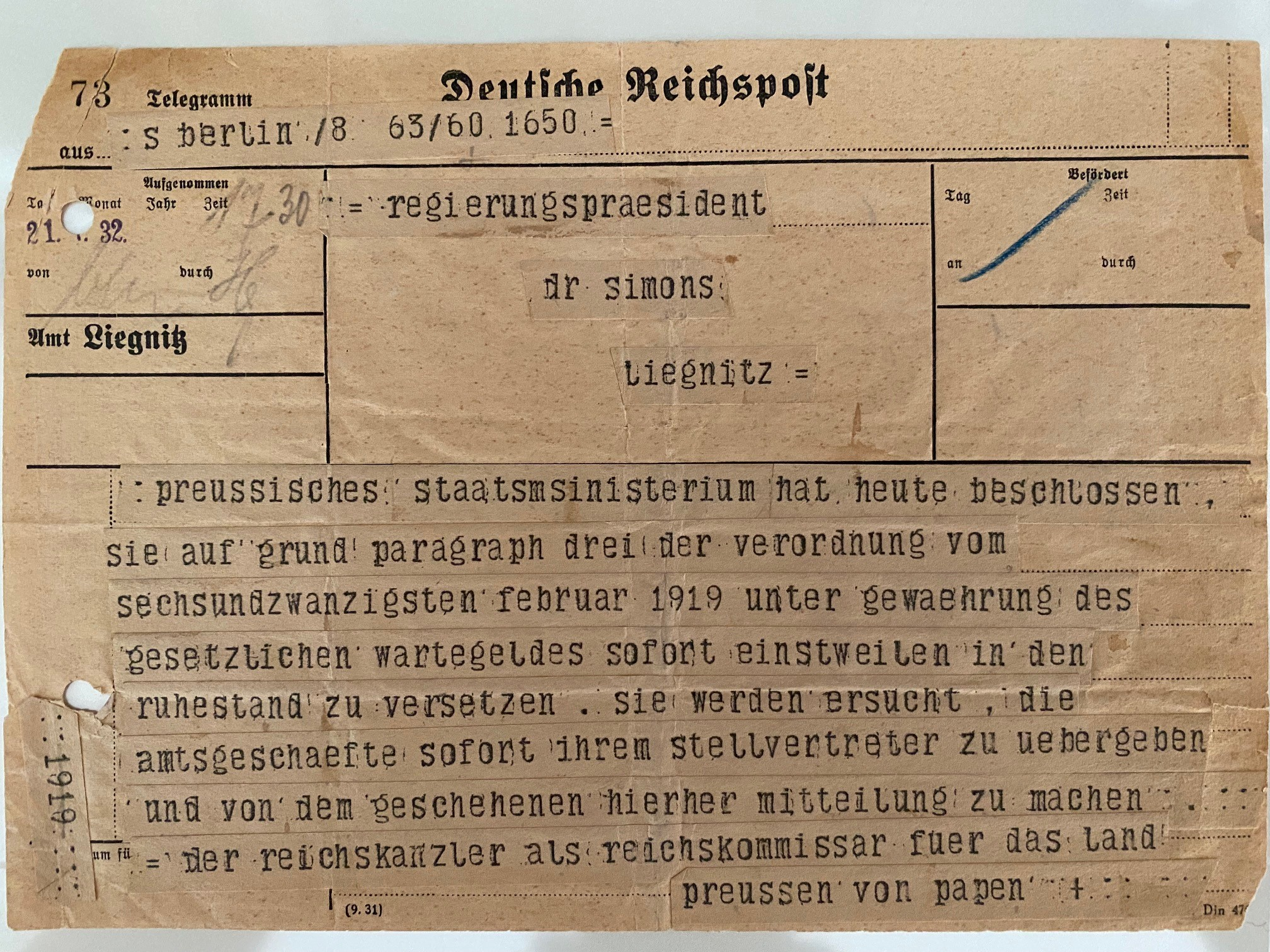
Absetzung Hans Simons im Zuge des Preußenschlags

Johann Ludwig Hugo Simons, kurz Hans Simons (* 1. Juli 1893 in Velbert, Rheinprovinz; † 28. März 1972 in Yonkers, Bundesstaat New York) war ein deutscher Jurist, Verwaltungsbeamter und Politikwissenschaftler. Nach Beginn der nationalsozialistischen Herrschaft verließ er 1934 aus politischen Gründen Deutschland und emigrierte 1935 über die Schweiz in die Vereinigten Staaten. Nach dem Zweiten Weltkrieg war er amerikanischer Verbindungsoffizier zum Parlamentarischen Rat und wirkte in New York City als Hochschulpräsident.

## Familie
Hans Simons kam als ältester Sohn von Walter Simons und Erna Simons, geborene Rühle, zur Welt. Er hatte zwei Brüder und vier Schwestern. Sein Vater war in der Weimarer Republik parteiloser Außenminister im Kabinett Fehrenbach, später Präsident des Reichsgerichts und in dieser Funktion nach dem Tod Friedrich Eberts kurzzeitig amtierender stellvertretender Reichspräsident. Mit seiner ersten Ehefrau hatte Hans Simons einen Sohn, mit seiner zweiten Ehefrau zwei Töchter. Seine Schwester Tula war Assistentin des Staatsrechtlers und „Kronjuristen des Dritten Reiches“ (Waldemar Gurian) Carl Schmitt. Sie heiratete Ernst Rudolf Huber, im Dritten Reich ebenfalls ein führender Staatsrechtler und nach 1945 Verfasser eines vielbändigen Standardwerks über die deutsche Verfassungsgeschichte.

## Studium und Erster Weltkrieg
Nach dem Abitur am Schiller-Gymnasium in Berlin im Jahre 1912 nahm Simons, parallel neben seiner Lehre in einem Berliner Bankgeschäft (Emil Ebeling), das Studium der Rechts- und Staatswissenschaften auf. Zunächst studierte er diese Fächer ab 1912 an der Friedrich-Wilhelms-Universität, der jetzigen Humboldt-Universität zu Berlin, und an der Ludwig-Maximilians-Universität München, dann ab 1913 an der Eberhard Karls Universität Tübingen und ein Jahr später schließlich an der Rheinischen Friedrich-Wilhelms-Universität Bonn. Der Erste Weltkrieg unterbrach sein Studium. Simons diente als Oberleutnant und erlitt im Frühjahr 1917 bei einem Gefecht in der Nähe von Reims eine schwere Kopfverletzung. Nach seiner Genesung arbeitete er ab Herbst 1917 in der Verwaltung der von den Deutschen besetzten Gebiete im Osten. 1920 nahm er in Königsberg sein Studium an der Albertina wieder auf und schloss es 1921 mit seiner von Herbert Kraus betreuten Dissertation „Die Präambel der Pariser Völkerbundssatzung und das Völkerrecht“ ab.

## Berufliche Tätigkeiten in der Weimarer Republik
Simons zählte nach dem Ende des Ersten Weltkriegs zu den Gründern der Deutschen Liga für Völkerbund. In dieser Organisation arbeitete er 1918 als Schriftführer, dann als Abteilungsleiter. Zugleich vertrat er sie auf der Konferenz von Versailles, auf der der Friedensvertrag von Versailles zwischen dem Deutschen Reich und den Entente-Mächten ausgehandelt wurde. Simons arbeitete ebenfalls als Geschäftsführer der 1920 gegründeten Deutschen Hochschule für Politik. 1922 wechselte er ins Reichsministerium des Innern. Dort arbeitete er in der Position eines Regierungsrats. 1923 stieg Simons in diesem Ministerium zum Hilfsreferenten und Oberregierungsrat auf. Er vertrat Deutschland sowie die Liga für den Völkerbund mehrfach in internationalen Gremien, die sich mit der Schaffung eines Systems kollektiver Sicherheit befassten.
1924 wurde er in den einstweiligen Ruhestand versetzt. Er engagierte sich als Vorstandsmitglied der Republikanischen Partei Deutschlands, einer kurzlebigen Kleinpartei. Von 1925 bis 1930 war er erneut an der Deutschen Hochschule für Politik tätig, nun als Professor und hauptamtlicher Direktor. Simons dozierte dort über Themen des Völkerrechts, des Staatsrechts, des Verwaltungsrechts sowie über Fragen der politischen Bildung.
1927 wurde er als Beamter des preußischen Innenministeriums zum Ministerialrat ernannt. Sein Aufgabengebiet blieben Verfassungsfragen und innenpolitische Problemlagen. Simons war ab 1928 Geschäftsführer der Abraham-Lincoln-Stiftung, die sich für eine Stärkung der demokratischen Kräfte an den deutschen Hochschulen einsetzte. 1930 arbeitete er als kommissarischer Regierungspräsident von Stettin, ab 1931 als Regierungspräsident in Liegnitz. Wegen seiner Mitgliedschaft in der Sozialdemokratischen Partei Deutschlands (SPD) und seinem Bekenntnis zum religiösen Sozialismus – er gehörte zum Herausgeberkreis der von den religiösen Sozialisten um Paul Tillich edierten Neuen Blätter für den Sozialismus – suspendierte ihn Mitte 1932 die Reichsregierung unter Franz von Papen im Zuge des Preußenschlags. Bei der Reichstagswahl von November 1932 kandidierte Simons erfolglos in Schlesien als SPD-Kandidat.

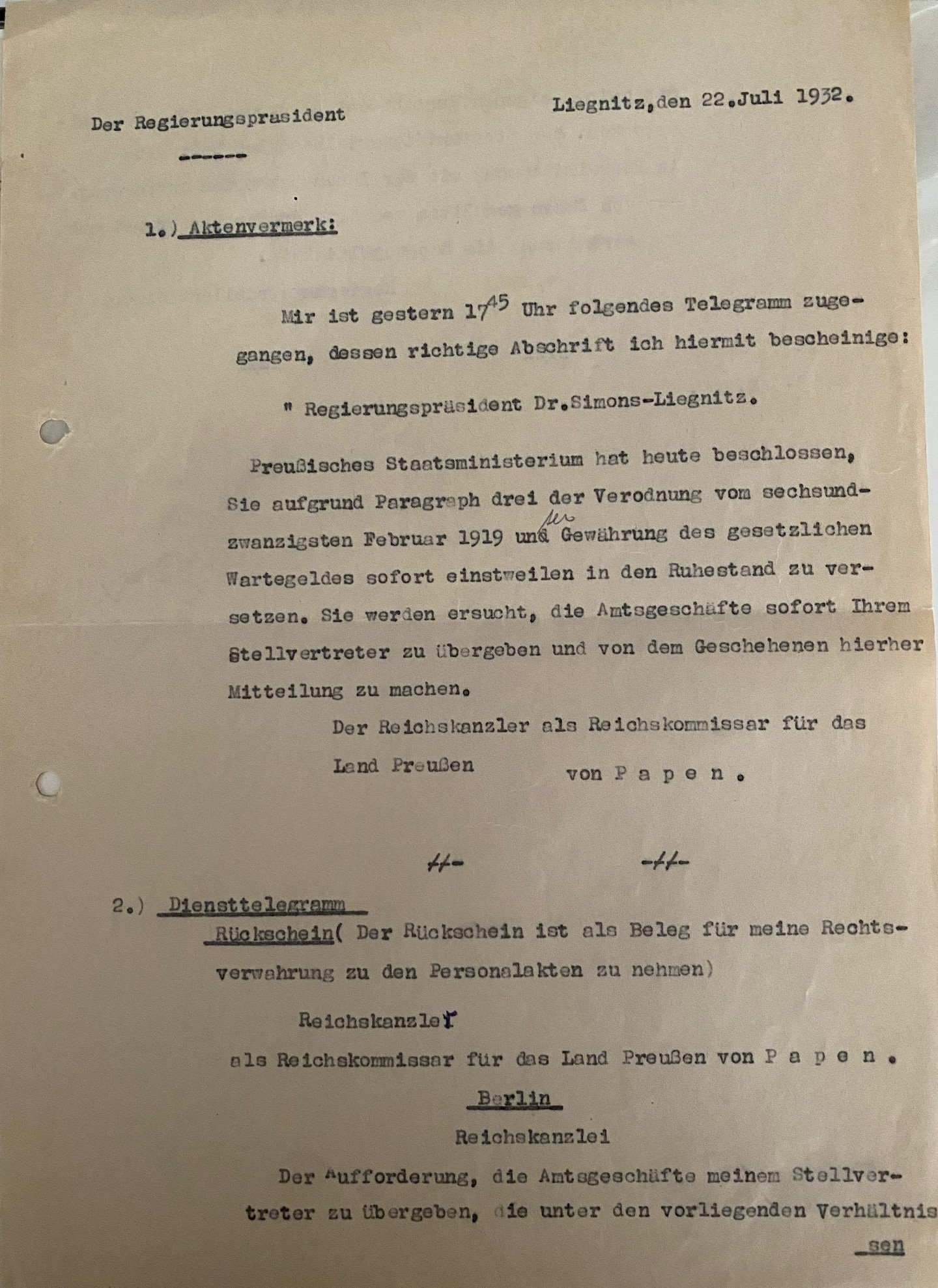
Aktenvermerk Hans Simons zum Preussenschlag (Vorderseite)

## Verfolgung und Emigration

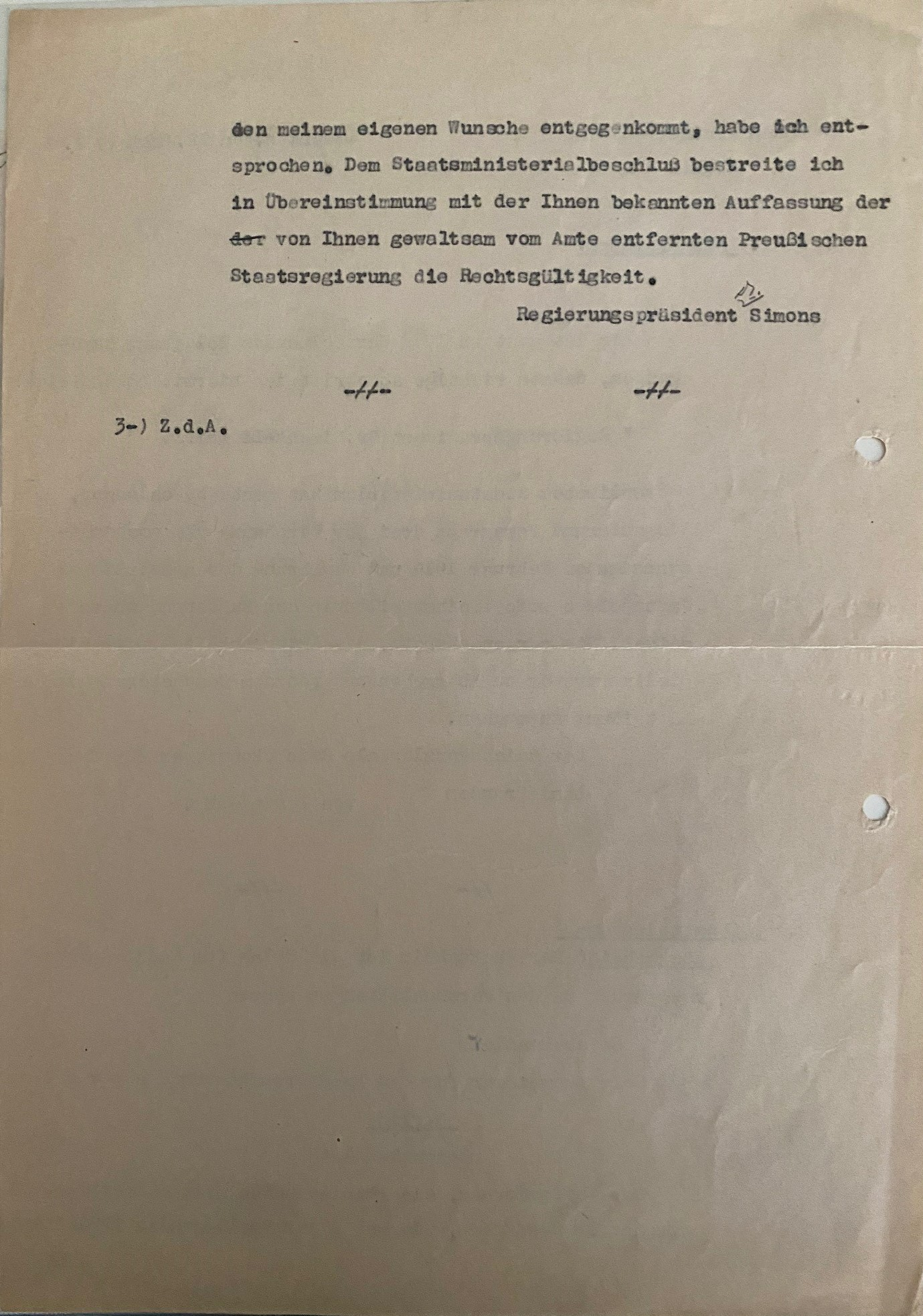
Aktenvermerk Hans Simons zum Preussenschlag (Rückseite)

Hans Simons wurde im April 1933 unter Bezugnahme auf das Gesetz zur Wiederherstellung des Berufsbeamtentums endgültig aus dem Staatsdienst entlassen. Bis Sommer 1934 versuchte er sich als selbständiger Handelsvertreter und gab zugleich eine sozialdemokratische Untergrundzeitung heraus. Der zunehmende Verfolgungsdruck – seine Wohnung war bereits 1933 durchsucht worden, Freunde wurden verhaftet – ließen ihn Kontakt zum Academic Assistance Council aufnehmen, einer Hilfsorganisation für Wissenschaftler, die von den Nationalsozialisten vertrieben wurden. Diese vermittelte ihm ein Angebot für eine Politikwissenschaft-Professur in Madrid. Beim Eintreffen dieser Offerte war Simons mit seiner Familie bereits in der Schweiz (seit Juni 1934). Er ging nicht nach Madrid, weil er im Oktober 1934 einen Ruf an die University in Exile der New School for Social Research in New York erhielt und diesem folgte. Gefördert mit Mitteln der Rockefeller-Stiftung lehrte er dort ab 1935 Politikwissenschaft. Schwerpunktmäßig befasste er sich dabei zunächst mit Internationalen Beziehungen. Im Januar 1935 kam er mit dem Schiff in New York an und empfand die Stadt bei der Ankunft „viel hässlicher als erwartet“. Er ließ sich mit seiner zweiten Ehefrau und den beiden Töchtern aus zweiter Ehe dauerhaft in den Vereinigten Staaten nieder, 1940 wurde er amerikanischer Staatsbürger.
Hans Simons hielt eine Vielzahl von öffentlichen Vorträgen und lehrte an verschiedenen Universitäten. Sein Wirkungsfeld war dabei zunächst die New School. Rasch wurde er auch an andere Universitäten und Vortragsorte eingeladen, nicht nur in den Vereinigten Staaten, sondern auch in Kanada, in der Schweiz, in Frankreich und in Großbritannien. Ein Anliegen seiner Vorträge war dabei zu verdeutlichen, was Demokratie im Unterschied zu und im Angesicht von totalitären Bedrohungen bedeutet. Zugleich erörterte Simons, wie defizitär der Völkerbund geblieben war, auf den er selbst in den 1920er Jahren große Hoffnungen gesetzt hatte.
Neben Forschungs- und Lehraufgaben widmete er sich auch der Hochschuladministration. Von 1943 bis 1950 bekleidete er das Amt des Dekans der Graduate Faculty of Political and Social Science. Von Juni 1950 bis zu seiner Emeritierung 1960 fungierte er als Präsident der New School.

## Amerikanischer Verbindungsoffizier
Simons ließ sich von 1947 bis 1949 von akademischen Aufgaben freistellen. Er arbeitete als Abteilungsleiter im Office of Military Government for Germany (OMGUS). In dieser Funktion beteiligte er sich nach der Gründung der Bizone im amerikanischen Hauptquartier in Frankfurt am Main an der Gestaltung der zukünftigen deutschen Regierungs- und Verwaltungsstruktur und hielt Kontakte zum Parlamentarischen Rat. Bereits 1943 hatte er den neu geschaffenen Geheimdienst Office of Strategic Services in Fragen der europäischen Nachkriegsplanung beraten. Hier hatte er für einen demokratischen und friedlichen Wiederaufbau unter alliierter Obhut plädiert  – revolutionäre Umwälzungen seien abzulehnen.
Seine Kenntnis der deutschen Sprache sowie seine vielfältigen Erfahrungen in der deutschen Politik und Verwaltung machten ihn für seine amerikanischen Auftraggeber zu einem geeigneten Mittelsmann, um die Grundlegung der westdeutschen Politik möglichst in ihrem Sinn zu beeinflussen. Die Abstimmung der Arbeiten des Parlamentarischen Rates mit den Alliierten stockte mehrfach. Zum einen gingen die Vorstellungen der Parteien im Parlamentarischen Rat bei der Anlage des Grundgesetzes auseinander. Zum anderen waren sich auch die Westmächte in ihren Wünschen und Forderungen an die Deutschen nicht immer einig. Hans Simons gelang es mehrfach, an der Schnittstelle zwischen den „Verfassungsvätern und -müttern“ einerseits und den Alliierten andererseits zu vermitteln. Umstritten waren vor allem Fragen der Finanzhoheit des Bundes und die Frage einer zweiten Kammer der Legislative. In diesem Zusammenhang hatte Simons teils intensive Arbeitskontakte zu Herbert Blankenhorn, dem Vertrauensmann von Konrad Adenauer (CDU). Im April 1949, in der letzten Phase der Beratungen über das Grundgesetz, hielt Simons engen Kontakt zum konservativen Flügel des Parlamentarischen Rates. Hier wirkte er eng mit Anton Pfeiffer zusammen, einem Gründungsmitglied der CSU. Am 23. April gelang Simons ein wichtiger Durchbruch in den Verhandlungen mit den führenden Politikern des Parlamentarischen Rates. Adenauer, Pfeiffer und Carlo Schmid (SPD) willigten ein, keine weiteren Verzögerungen bei der Fertigstellung des Grundgesetzes eintreten zu lassen. Die Parteiführer sicherten zu, alle noch offenen Punkte zügig zu klären. Am 8. Mai 1949 sprach sich die Mehrheit des Parlamentarischen Rates für die Annahme des Grundgesetz-Textes aus, am 24. Mai trat es in Kraft – die Bundesrepublik Deutschland war gegründet. Nachdem General Lucius D. Clay aus dem Amt des Militärgouverneurs ausgeschieden war, beendete auch Simons seine Zusammenarbeit mit dem Parlamentarischen Rat.
Zurück in den USA machte er öffentlich deutlich, dass die amerikanische Verfassungspolitik nicht allein der Stärkung einer demokratischen Entwicklung in Deutschland gedient habe, sondern auch vom heraufziehenden Kalten Krieg geprägt gewesen sei. In dieser Hinsicht diene sie außenpolitischen Zwecken. Für Simons blieb die Besetzung Deutschlands eine unabweisbare Notwendigkeit, ohne sie drohten erneute Gefahren durch Deutschland.

## Hochschul- und Bildungsfachmann
Im Sommer 1951 hielt sich Simons erneut in Deutschland auf. Im Auftrag des amerikanischen Außenministeriums evaluierte er die Situation an den deutschen Universitäten. Insbesondere die Etablierung der vergleichsweise jungen und von den Amerikanern geförderten Politikwissenschaft sollte dabei bewertet werden. Simons beurteilte den Status dieser Disziplin kritisch. Sie werde im akademischen Betrieb überwiegend abgelehnt. Die Hoffnung, durch diese Fachrichtung Reformen im Universitätssystem anzustoßen, sei nicht realistisch. Stattdessen müsse man eine akademische Restauration feststellen. Simons empfahl, die Autonomie außeruniversitärer Lehreinrichtungen wie der neu gegründeten Hochschule für Politik zu stärken. Von einer Integration dieser Institutionen in die tradierten Universitäten riet er ab.
Die politische Entwicklung Deutschlands in den 1950er Jahren betrachtete Simons mit Sorge. Das Wiedererstarken nationalsozialistischer Strömungen sei keineswegs ausgeschlossen, eine Wiederbewaffnung Deutschlands potentiell gefährlich. Ferner sei die Weigerung der Bundesrepublik, die Deutsche Demokratische Republik diplomatisch anzuerkennen, ein bleibender Gefahrenherd für die demokratische Entwicklung in Deutschland.
Der Fokus der Tätigkeiten verschob sich Ende der 1950er Jahre/Anfang der 1960er Jahre. Simons wandte sich von den Problemen Europas mehr und mehr ab und bearbeitete in außereuropäischen Regionen Fragen des Bildungswesens. In der ersten Hälfte der 1960er Jahre evaluierte und beriet er im Auftrag der Ford Foundation Hochschulen in Indien. Von 1962 bis 1969 leitete er in dieser Stiftung das Büro für lateinamerikanische und karibische Angelegenheiten.

## Ehrungen
1959 ehrte Theodor Heuss, der Simons aus seiner Zeit als Direktor der Deutschen Hochschule für Politik kannte, aus Anlass seines 75. Geburtstages Emigranten in New York. In diesem Zusammenhang erhielt Hans Simons das Große Verdienstkreuz, ebenso wie Hans Staudinger und Arnold Brecht, beide Kollegen an der New School.

## Forschungslage
Die Forschung zu Hans Simons war jahrzehntelang spärlich. Die Angaben, die zu Hans Simons – oft beiläufig – gemacht werden, waren widersprüchlich und gelegentlich auch in sorgfältig edierten Quellenbänden falsch. 1957 erschien im amerikanischen Current Biography Yearbook ein gut vierspaltiger Beitrag zu Hans Simons. 40 Jahre später publizierte Edmund Spevack einen Aufsatz über Simons, der sich insbesondere mit seiner Rolle als amerikanischer Kontaktmann zum Parlamentarischen Rat beschäftigte. Gerhard Simons, Sohn von Hans Simons, berichtet in seinen Lebenserinnerungen über seinen Vater.
2018 erschien eine erste wissenschaftliche Biografie zu Simons. Sie wurde von Philipp Heß am Jena Center Geschichte des 20. Jahrhunderts der Friedrich-Schiller-Universität Jena angefertigt.